# Cambridge (Nuevo Brunswick)
Cambridge es una parroquia canadiense situada en la provincia de Nuevo Brunswick.

## Superficie
Cambridge tiene una superficie de 113,17 km².

## Demografía
En 2021, tenía 684 habitantes, una densidad poblacional de 6 hab./km², y 478 viviendas.